# Tanque d'Arca
Tanque d'Arca is een gemeente in de Braziliaanse deelstaat Alagoas. De gemeente telt 5.766 inwoners (schatting 2009).
De gemeente grenst aan Palmeira dos Índios, Mar Vermelho, Anadia, Taquarana, Maribondo en Belém.